# Mamoa 4 do Leandro
A Mamoa 4 do Leandro é uma mamoa situada no lugar de Taím, na freguesia de Silva Escura, no Município da Maia, Distrito do Porto.
É do período Neo-Calcolítico, tem 118 metros de altitude e foi localizada em 2005, durante os trabalhos de prospecção realizados para a Carta Arqueológica do Município da Maia.
Foi identificada com o número 5.
A Mamoa 4 do Leandro é um pequeno tumulus construído em terra, com cerca de 1 metro de altura por 16 metros de diâmetro parcialmente delimitado por um anel lítico.
A provável câmara funerária, apesar de muito destruída, deveria ser construída com vários esteios e apresentar uma forma poligonal.
O trabalho de escavação deste monumento permitiu identificar uma estrutura pétrea anterior à construção do tumulus.